# Horehound
Horehound es el álbum debut de la banda de rock estadounidense The Dead Weather. Fue lanzado el 10 de julio en Australia, el 13 de julio en Europa y el 14 de julio en América del Norte. El álbum fue grabado por la compañía discográfica de Jack White, Third Man Records, en tres semanas.
"Hang You From The Heavens", el primer sencillo del álbum, fue lanzado el 18 de abril de 2009. El álbum debutó #6 en el U.S. Billboard 200 y #14 en la UK Albums Chart.

## Lista de canciones
| N.º | Canción                       | Invitado |
| --- | ----------------------------- | -------- |
| 1.  | "60 Feet Tall"                | 5:33     |
| 2.  | "Hang You From The Heavens'"  | 3:39     |
| 3.  | "I Cut Like A Buffalo"        | 3:28     |
| 4.  | "So Far From Your Weapon"     | 3:40     |
| 5.  | "Treat Me Like Your Mother"   | 4:10     |
| 6.  | "Rocking Horse"               | 2:59     |
| 7.  | "New Pony" (Bob Dylan)"       | 3:58     |
| 8.  | "Bone House"                  | 3:27     |
| 9.  | "3 Birds"                     | 3:45     |
| 10. | "No Hassle Night"             | 2:56     |
| 11. | "Will There Be Enough Water?" | 6:20     |

### Pistas adicionales
1. "Outside" (Solamente en iTunes) - 2:50

## Personal
- Alison Mosshart (Voz, guitarra y percusión)
- Jack White (Batería, guitarra y voz)
- Dean Fertita (Guitarra, piano, bajo y coros)
- Jack Lawrence (Bajo, guitarra, batería y coros)

## Posicionamiento
| Listas (2009)            | Posición |
| ------------------------ | -------- |
| U.S. Billboard 200       | 6        |
| UK Albums Chart          | 14       |
| French Albums Chart      | 19       |
| French Digital Albums    | 10       |
| New Zealand Albums Chart | 24       |
| Australian Albums Chart  | 50       |